# 沃本 (伊利諾伊州)
沃本（英語：Woburn）是位於美國伊利諾伊州邦德縣的一個非建制地區。該地的面積和人口皆未知。

## 地理
沃本的座標為38°57′31″N 89°20′47″W / 38.95861°N 89.34639°W，而該地的平均海拔高度為175米（即574英尺）。